# 隠岐海士交通

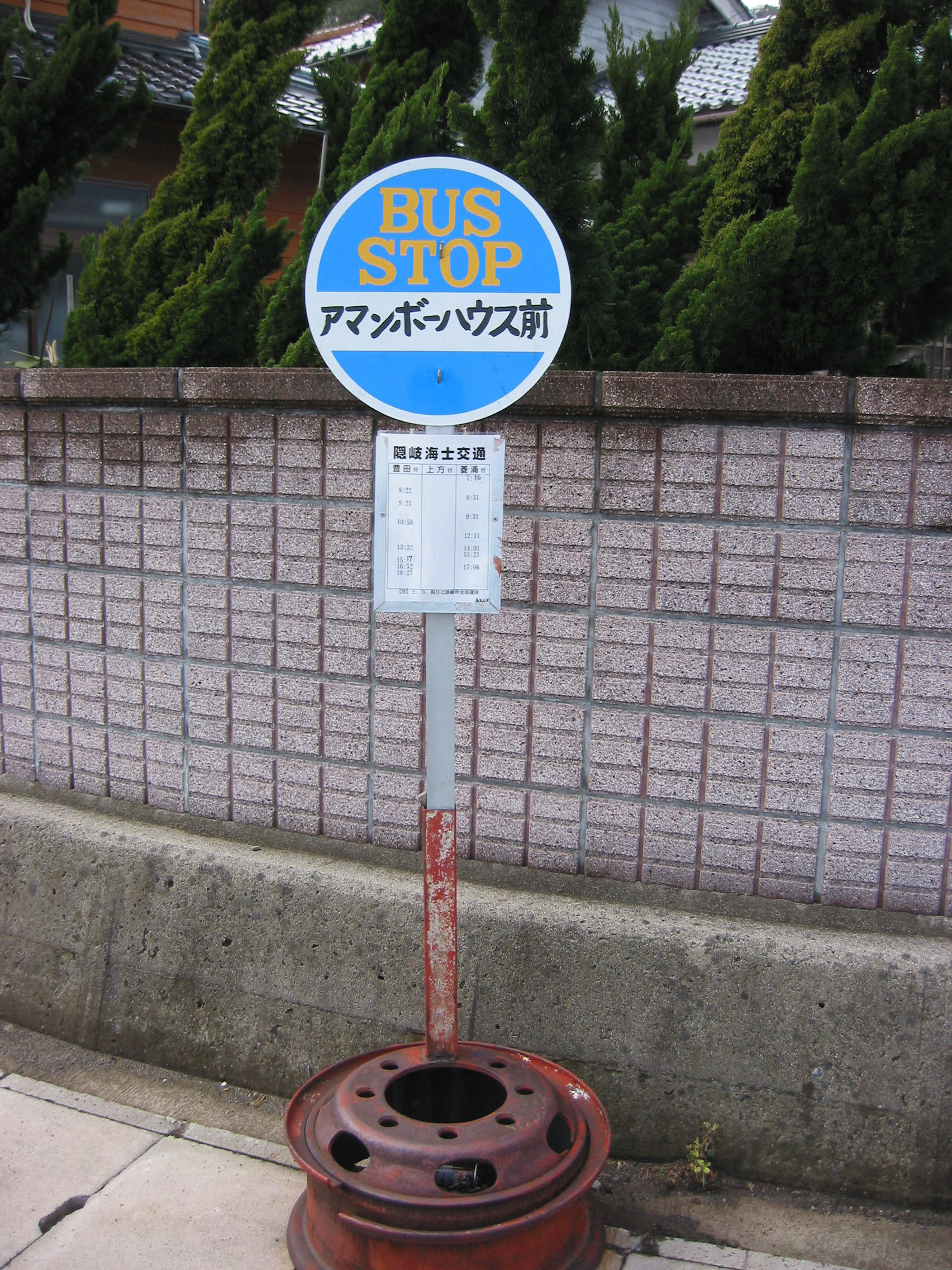
路線バスのバス停

隠岐海士交通株式会社（おきあまこうつう）は、島根県隠岐郡海士町に本社を置くバス・タクシー事業者である。

## 沿革
- 1970年10月11日 - 10月10日限りで廃止された一畑バス豊田～菱浦間、及び福井別れ崎～保々見間道路開通による新路線を運行開始（乗合バス事業開始）。[1]

## 路線
豊田線と海士島線の2路線。いずれも中里十字路・診療所・菱浦港（隠岐汽船乗場）を発着ないし経由する。運賃は200円均一。1月1日は全線運休。
豊田線
- 隠岐汽船乗場 - 福井分（ - 西入口） - 中学校前 - 中里十字路 - 隠岐神社 - 車庫前（ - 北分十字路 - 宇受賀三叉路） - 海士郵便局（ - 明屋） - 豊田

海士島線
- 車庫 - 隠岐汽船乗場 - 福井分 - 西入口 - 日ノ津 - 崎港 - 御波 - 保々見 - 中里十字路 - 車庫

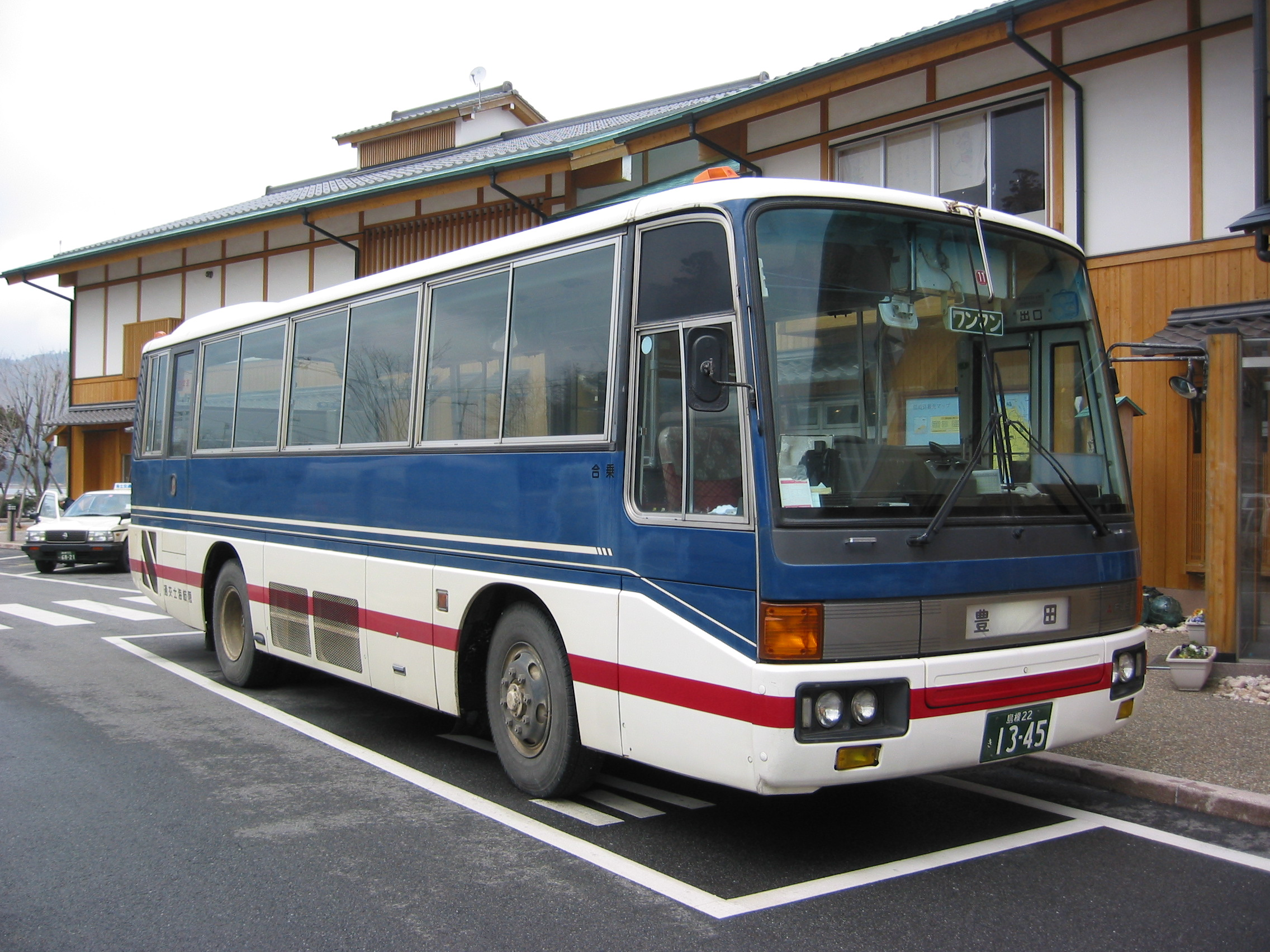
路線バスの車両（2004年当時）

※（）内は経由しない便あり